# ¡Viva la libertad, carajo!

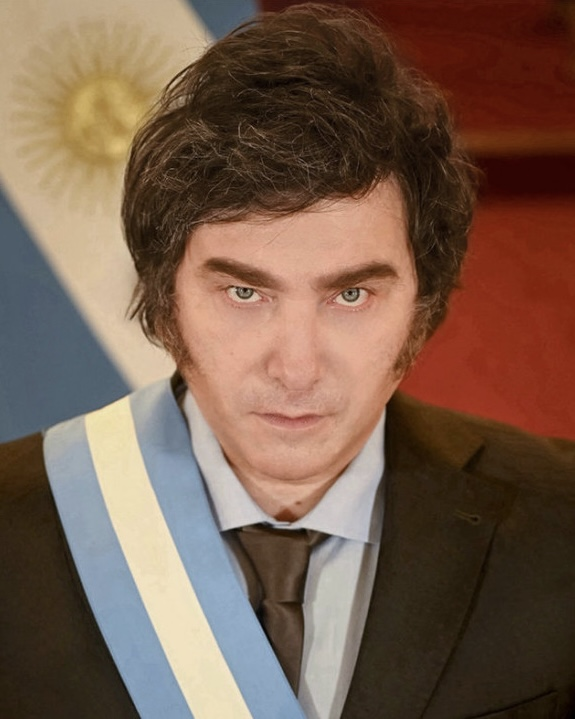
Javier Milei

¡Viva la libertad, carajo!, zkracováno také jako ¡VLLC!, je věta a volební slogan používaný především argentinským prezidentem Javierem Mileiem. Do češtiny by se tento slogan dal přeložit jako Ať žije svoboda, sakra! Milei tímto sloganem ilustruje svoje libertariánské a anarchokapitalistické postoje.

## Původ a používání věty
Slogan ¡Viva la libertad, carajo! Milei začal používat před parlamentními volbami v Argentině v roce 2021 a používal ho také před prezidentskými volbami v roce 2023, které vyhrál. Slogan nadále používá i během svého prezidentství, například na politických akcích, kde vystupoval s motorovou pilou, jakožto symbolem nutného „ořezávání“ veřejného rozpočtu.
V českém prostředí tento slogan příležitostně používá Mirek Topolánek, bývalý český premiér za ODS.